# Tarso (ort)
Tarso är en ort i Colombia.   Den ligger i departementet Antioquía, i den centrala delen av landet, 240 km nordväst om huvudstaden Bogotá. Tarso ligger 1 331 meter över havet och antalet invånare är 2 700.
Terrängen runt Tarso är varierad, och sluttar norrut. Runt Tarso är det ganska tätbefolkat, med 124 invånare per kvadratkilometer. Närmaste större samhälle är Fredonia, 18,0 km öster om Tarso. Omgivningarna runt Tarso är en mosaik av jordbruksmark och naturlig växtlighet.